# Samir Carruthers
Pour les articles homonymes, voir Carruthers.
Samir Badre Carruthers, né le 4 avril 1993 à Islington, est un footballeur irlandais. Il joue depuis 2022 au poste de milieu de terrain pour le club de Dartford.

## Biographie
Samir Carruthers est née d'un père italo-irlandais et d'une mère marocaine.
Le 3 janvier 2017, il rejoint le club de Sheffield United.
Le 21 juin 2018, il est prêté pour une saison à Oxford United.

## Palmarès

### En club
- Sheffield United
  - Champion d'Angleterre de D3 en 2017